# 拉多加湖白鮭
拉多加湖白鮭，為輻鰭魚綱鮭形目鮭科的一種，為溫帶淡水魚，分布於俄羅斯拉多加湖及奥涅加湖流域，體長可達16公分，棲息在礫石底質底中層水域，以浮游動物為食，生活習性不明。